# Помста мутантів
«Помста мутантів» (англ. Mutant's Revenge) — п'ята серія другого сезону мультсеріалу «Людина-павук» 1994 року, продовження серії «Пристрасті за мутантами».

## Сюжет
Росомаха нападає на Людину-павука, щоб дізнатись, куди подівся Генк МакКой. Пізніше Гобґоблін викрадає технології Герберта Лендона для КінгПіна. Людина-павук з Росомахою прямують за ним і знаходять лабораторію, у якій знаходиться Звір. Людина-павук і Росомаха об'єднуються щоб визволити Звіра. Тим часом Лендон випадково випробовує формулу на собі і перевтілюється у гігантського монстра. Несподівано на допомогу приходить решта Людей Ікс і разом вони перемагають Лендона і Гобґобліна.

## У ролях
- Крістофер Деніел Барнс — Пітер Паркер/Людина-павук
- Сьюзан Біубіан — доктор Марія Кровфорд
- Джордж Бьюза — Генк МакКой/Звір
- Катал Дж. Додд — Джеймс «Логан» Гоулетт/Росомаха
- Норм Спенсер — Скотт Саммерс/Циклоп
- Ленор Занн — Шельма
- Елісон Сілі-Сміт — Ороро Монро/Шторм
- Кріс Поттер — Ремі ЛеБю/Гамбіт
- Елісон Корт — Джубілейшн Лі/Джубілі
- Кетрін Дішер — Джина Грей
- Седрік Сміт — Чарльз Ксав'єр/Професор Ікс
- Марк Гемілл — Гобґоблін
- Роско Лі Браун — Вілсон Фіск/КінгПін
- Максвелл Колфілд — Елістер Сміт
- Девід Ворнер — Герберт Лендон
- Лорі О'Браєн — Женевьєв
- Джозеф Раскін — Льюалд